# Trichestra persimilis
Trichestra persimilis là một loài bướm đêm trong họ Noctuidae.